# Laguna Escondida (sjö i Argentina)
Laguna Escondida är en sjö i Argentina.   Den ligger i provinsen Eldslandet, i den södra delen av landet, 2 300 km söder om huvudstaden Buenos Aires. Laguna Escondida ligger 251 meter över havet. Arean är 632 kvadratkilometer. 
Trakten runt Laguna Escondida består i huvudsak av gräsmarker. Runt Laguna Escondida är det mycket glesbefolkat, med 6 invånare per kvadratkilometer.